# Joe Cronin
Joseph „Joe“ Edward Cronin (* 12. Oktober 1906 in San Francisco, Kalifornien; † 7. September 1984 in Osterville, Massachusetts) war ein US-amerikanischer Baseballspieler und -manager in der Major League Baseball (MLB).

## Biografie
Joe Cronin, der in San Francisco geboren wurde und dort als Bankangestellter arbeitete, gab sein Debüt in der National League bei den Pittsburgh Pirates am 29. April 1926. In Pittsburgh hatte er auf seiner Position des Shortstop starke Konkurrenz in Arky Vaughan, so dass er 1928 zu den Washington Senators wechselte. Dort schaffte er den Durchbruch. 1930 hatte er sein bestes Jahr. Er erreichte einen Schlagdurchschnitt von 34,6 % und erzielte 126 RBI. Die Zeitschrift The Sporting News wählte ihn zum Spieler des Jahres. Den offiziellen MVP-Titel gab es erst ab 1931. 
1933 übernahm Cronin auch den Posten des Managers bei den Senators. In seinem ersten Amtsjahr konnte er mit seinem Team gleich die Meisterschaft in der American League gewinnen. In der World Series behielten allerdings die New York Giants die Oberhand.
Vor der Saison 1935 wechselte er zu den Boston Red Sox, bei denen er auch die Doppelfunktion als Spieler und Manager ausübte. Sein letztes Spiel bei den Red Sox bestritt er am 19. April 1945. Durch einen Beinbruch musste er seine Spielerkarriere beenden. Als Manager gewann er mit den Red Sox die Meisterschaft 1946, musste sich allerdings in der World Series erneut geschlagen geben, dieses Mal gegen die St. Louis Cardinals.
Cronin hatte achtmal in seiner Karriere einen Schlagdurchschnitt von über 30 0% in einer Saison sowie acht Spielzeiten mit mehr als 100 RBI. Siebenmal wurde er als All Star nominiert. 
Nach der Saison 1947 wurde er zum General Manager der Red Sox. Diesen Posten hatte er bis 1958 inne. In seiner Amtszeit spielte kein afro-amerikanischer Spieler bei den Red Sox im Major-League-Team. 1956 wurde er in die Baseball Hall of Fame gewählt. Im Januar 1959 wurde er zum Präsidenten der American League gewählt. 1973 löste ihn Lee MacPhail in dieser Position ab.
Cronin verstarb im Alter von 77 Jahren im Jahre 1984. Seine Trikotnummer 4 wird von den Boston Red Sox nicht mehr vergeben.